# Cinara minuta
Cinara minuta är en insektsart som beskrevs av Hottes och Frank Hall Knowlton 1954. Cinara minuta ingår i släktet Cinara och familjen långrörsbladlöss. Inga underarter finns listade i Catalogue of Life.